# Haute-Gaspésie—La Mitis—Matane—Matapédia
Pour les articles homonymes, voir Matapédia.
Circonscription électorale fédérale du Canada
Haute-Gaspésie—La Mitis—Matane—Matapédia (précédemment connue sous le nom de Matapédia—Matane) est une ancienne circonscription électorale fédérale au Québec (Canada). Elle était située dans l'Est de la province et comprenait les MRC de La Haute-Gaspésie, de La Matapédia, de La Matanie et de La Mitis. Son territoire s'étendait sur deux régions administratives québécoises : le Bas-Saint-Laurent et la Gaspésie–Îles-de-la-Madeleine. Elle possédait une population de 74 475 dont 59 403 électeurs sur une superficie de 16 252 km2. Elle était la circonscription fédérale avec le moins de minorités visibles avec 0,3%.
À la suite de la refonte de la carte électorale, la circonscription est remplacée, pour les élections de 2015, par celle d'Avignon—La Mitis—Matane—Matapédia. Le dernier député, de 2011 à 2015, était Jean-François Fortin du parti Forces et Démocratie. Il était sous la bannière du Bloc québécois lorsqu'il a été élu.

## Géographie
Les circonscriptions limitrophes étaient Rimouski-Neigette—Témiscouata—Les Basques, Montmorency—Charlevoix—Haute-Côte-Nord, Manicouagan, Gaspésie—Îles-de-la-Madeleine et Madawaska—Restigouche.
Les communautés représentées par la circonscription étaient:
- Amqui
- Cap-Chat
- Causapscal
- Matane
- Mont-Joli
- Sayabec
- Sainte-Madeleine-de-la-Rivière-Madeleine
- Saint-Maxime-du-Mont-Louis
- Mont-Saint-Pierre
- Rivière-à-Claude
- Marsoui
- La Martre
- Sainte-Anne-des-Monts
- Coulée-des-Adolphe
- Mont-Albert
- Albertville
- Lac-au-Saumon
- Sainte-Florence
- Sainte-Marguerite-Marie
- Saint-Vianney
- Val-Brillant
- Saint-Noël
- Saint-Alexandre-des-Lacs
- Saint-Cléophas
- Saint-Damase
- Sainte-Irène
- Saint-Léon-le-Grand
- Saint-Moïse
- Saint-Tharcisius
- Saint-Zénon-du-Lac-Humqui
- Lac-Alfred
- Lac-Casault
- Lac-Matapédia
- Rivière-Patapédia-Est
- Rivière-Vaseuse
- Routhierville
- Ruisseau-des-Mineurs
- Baie-des-Sables
- Grosses-Roches
- Les Méchins
- Sainte-Félicité
- Sainte-Paule
- Saint-René-de-Matane
- Saint-Ulric
- Saint-Adelme
- Saint-Jean-de-Cherbourg
- Saint-Léandre
- Rivière-Bonjour
- Métis-sur-Mer
- Grand-Métis
- Les Hauteurs
- Padoue
- Sainte-Angèle-de-Mérici
- Sainte-Luce
- Saint-Gabriel-de-Rimouski
- Price
- La Rédemption
- Saint-Charles-Garnier
- Saint-Donat
- Sainte-Flavie
- Sainte-Jeanne-d'Arc
- Saint-Joseph-de-Lepage
- Saint-Octave-de-Métis
- Lac-à-la-Croix
- Lac-des-Eaux-Mortes

## Historique
La circonscription de Matapédia—Matane a été créée en 1933 à partir de la circonscription de Matane. Elle a été abolie de 1966 à 1976 et répartie parmi les circonscriptions de Matane et de Rimouski.
Matapédia—Matane réapparut en 1976 et devint Haute-Gaspésie—La Mitis—Matane—Matapédia en 2004. Lors du redécoupage électorale de 2013, la plus grande partie est devenue Avignon—La Mitis—Matane—Matapédia et une plus petite partie est allée dans Gaspésie—Îles-de-la-Madeleine.
À la suite de la refonte de la carte électorale, la circonscription est remplacée, pour les élections de 2015, par celle d'Avignon—La Mitis—Matane—Matapédia.

## Députés
1935-1968
| Législature                           | Années    | Député           | Député                 | Parti                     |
| ------------------------------------- | --------- | ---------------- | ---------------------- | ------------------------- |
| Matapédia—Matane issue de Matane      |           |                  |                        |                           |
| 18e                                   | 1935–1940 |                  | Arthur-Joseph Lapointe | Libéral                   |
| 19e                                   | 1940–1945 |                  | Arthur-Joseph Lapointe | Libéral                   |
| 20e                                   | 1945–1949 |                  | A.-Philéas Côté        | Libéral indépendant       |
| 21e                                   | 1949–1953 |                  | A.-Philéas Côté        | Libéral                   |
| 22e                                   | 1953–1957 | Léandre Thibault |                        | Libéral                   |
| 23e                                   | 1957–1958 | Léandre Thibault |                        | Libéral                   |
| 24e                                   | 1958–1962 |                  | Alfred Belzile         | Progressiste-conservateur |
| 25e                                   | 1962–1963 |                  | Alfred Belzile         | Progressiste-conservateur |
| 26e                                   | 1963–1965 |                  | René Tremblay          | Libéral                   |
| 27e                                   | 1965–1968 |                  | René Tremblay          | Libéral                   |
| Redistribuée parmi Matane et Rimouski |           |                  |                        |                           |

1979-2015
| Législature                                                                               | Années    | Député               | Député          | Parti                     |
| ----------------------------------------------------------------------------------------- | --------- | -------------------- | --------------- | ------------------------- |
| Recréée de Matane et Rimouski                                                             |           |                      |                 |                           |
| 31e                                                                                       | 1979–1980 |                      | Pierre de Bané  | Libéral                   |
| 32e                                                                                       | 1980–1984 |                      | Pierre de Bané  | Libéral                   |
| 33e                                                                                       | 1984–1988 |                      | Jean-Luc Joncas | Progressiste-conservateur |
| 34e                                                                                       | 1988–1993 |                      | Jean-Luc Joncas | Progressiste-conservateur |
| 35e                                                                                       | 1993–1997 |                      | René Canuel     | Bloc québécois            |
| 36e                                                                                       | 1997–2000 |                      | René Canuel     | Bloc québécois            |
| 37e                                                                                       | 2000–2004 | Jean-Yves Roy        |                 | Bloc québécois            |
| Haute-Gaspésie—La Mitis—Matane—Matapédia                                                  |           |                      |                 |                           |
| 38e                                                                                       | 2004–2006 |                      | Jean-Yves Roy   | Bloc québécois            |
| 39e                                                                                       | 2006–2008 |                      | Jean-Yves Roy   | Bloc québécois            |
| 40e                                                                                       | 2008–2010 |                      | Jean-Yves Roy   | Bloc québécois            |
| 41e                                                                                       | 2011–2014 | Jean-François Fortin |                 | Bloc québécois            |
| 41e                                                                                       | 2014-2014 | Jean-François Fortin |                 | Indépendant               |
| 41e                                                                                       | 2014-2015 | Jean-François Fortin |                 | Forces et Démocratie      |
| Redistribuée parmi Avignon—La Mitis—Matane—Matapédia et Gaspésie–Les Îles-de-la-Madeleine |           |                      |                 |                           |

## Résultats électoraux
|       | Candidat             | Parti          | # de voix | % des voix |
|       | Allen Cormier        | Conservateur   | +05 253,  | 14,99 %    |
|       | Jean-François Fortin | Bloc québécois | +12 633,  | 36,05 %    |
|       | Nancy Charest        | Libéral        | +08 964,  | 25,58 %    |
|       | Joannie Boulet       | NPD            | +07 484,  | 21,36 %    |
|       | Louis Drainville     | Vert           | +00707,   | 2,02 %     |
| Total | Total                | Total          | 35 041    | 100 %      |

|       | Candidat          | Parti          | # de voix | % des voix |
|       | Jérôme Landry     | Conservateur   | +05 743,  | 18,01 %    |
|       | (x) Jean-Yves Roy | Bloc québécois | +11 977,  | 37,55 %    |
|       | Nancy Charest     | Libéral        | +11 363,  | 35,63 %    |
|       | Julie Demers      | NPD            | +01 497,  | 4,69 %     |
|       | Louis Drainville  | Vert           | +01 139,  | 3,57 %     |
|       | Liliane Potvin    | Indépendant    | +00175,   | 0,55 %     |
| Total | Total             | Total          | 31 894    | 100 %      |